# Liste von Apfelbrunnen
In dieser Liste sind Apfelbrunnen aufgeführt, also Brunnen im öffentlichen Raum, die den Apfel zum Thema haben.

## Deutschland
| Bezeichnung                        | Bild           | Standort | Bundesland          | Künstler     | Errichtung Einweihung | Weitere Informationen |
| ---------------------------------- | -------------- | --- | ------------------- | ------------ | --------------------- | --------------------- |
| Apfelbrunnen (Dortmund)            |                | Dortmund, Platz am Apfelbrunnen, in der Innenstadt zwischen Burgwall, Kuckelke und Rückseite des Konzerthauses | Nordrhein-Westfalen | Peter Cirkel | 1980/81               |                       |
| Apfelbrunnen in Rauental (Rastatt) | weitere Bilder | Rauental (Rastatt), Federbachstraße (Lage)                                                                     | Baden-Württemberg   |              |                       |                       |

## Weitere
| Bezeichnung            | Bild           | Standort                       | Staat      | Künstler                       | Errichtung Einweihung | Weitere Informationen |
| ---------------------- | -------------- | ------------------------------ | ---------- | ------------------------------ | --------------------- | --------------------- |
| Apfelbrunnen (Almaty)  | weitere Bilder | Almaty, auf Kök Töbe           | Kasachstan |                                |                       |                       |
| Apfelbrunnen (Batu)    |                | Batu (Lage)                    | Indonesien |                                |                       |                       |
| Apfelbrunnen (Miskolc) | weitere Bilder | Miskolc, Szinva Terrace square | Ungarn     | Gusztáv Kraitz und Ulla Kraitz |                       | Ceramic apples        |